# سمية السنديان
سُمِّيَّة السنديان فطر من جنس السمية.